# Aleksandr Vlasov (cyclisme)
Pour les articles homonymes, voir Aleksandr Vlasov.
Aleksandr Vlasov, né le 23 avril 1996 à Vyborg, est un coureur cycliste russe, membre de l'équipe Bora-Hansgrohe. Spécialiste des courses par étapes, il a notamment remporté le Tour de Romandie en 2022 et terminé deuxième de Paris-Nice en 2021 et du Tour de Romandie en 2024.

## Biographie
Aleksandr Vlasov est natif de la ville de Vyborg à 130 km au nord-ouest de Saint-Pétersbourg. C'est également la ville natale des anciens coureurs Viatcheslav Ekimov, Evgueni Berzin et Alexander Serov.

### Carrière amateur (2016-2019)
En 2016, à l'âge de 20 ans, Aleksandr Vlasov fait partie de l'équipe Viris Maserati-Sisal-Matchpoint. Il se classe neuvième du Giro del medio Brenta avant de s'aligner au départ du Tour du Val-d'Aoste qu'il est contraint d'abandonner lors de la 4e étape. À la suite de cette déconvenue, le tout jeune russe accroche la sixième place du Gran Premio Capodarco puis se lance à l'assaut du Tour de l'Avenir qu'il finira en 33e position.  
La saison 2017 verra un Vlasov plus tranchant que les années précédentes. En effet, s'il ne se classe que 43e du Tour d'Italie espoir, il parvient à se hisser à la neuvième place du classement général du Tour du Val-d'Aoste avant de décrocher la quatrième place du Grand Prix de Poggiana. En fin de saison il finit neuvième du Tour de Lombardie espoir après avoir échoué à la 35e place du Tour de l'Avenir.  
En 2018, Aleksandr Vlasov intègre l'équipe professionnelle Gazprom-RusVelo tout en poursuivant sa progression dans les rangs amateurs. Cette année là il s'illustre en remportant notamment la deuxième étape de la Toscane-Terre de cyclisme et en accrochant la seconde place du classement général. Mais c'est lors du Tour d'Italie espoir que le jeune russe fait pleinement montre de son talent. En effet, il remporte facilement le classement général de l'épreuve devant João Almeida et Robert Stannard. Par la suite il se classe quatrième du Tour de l'Avenir remporté par Tadej Pogačar.

### Débuts professionnels chez Gazprom-RusVelo (2019)

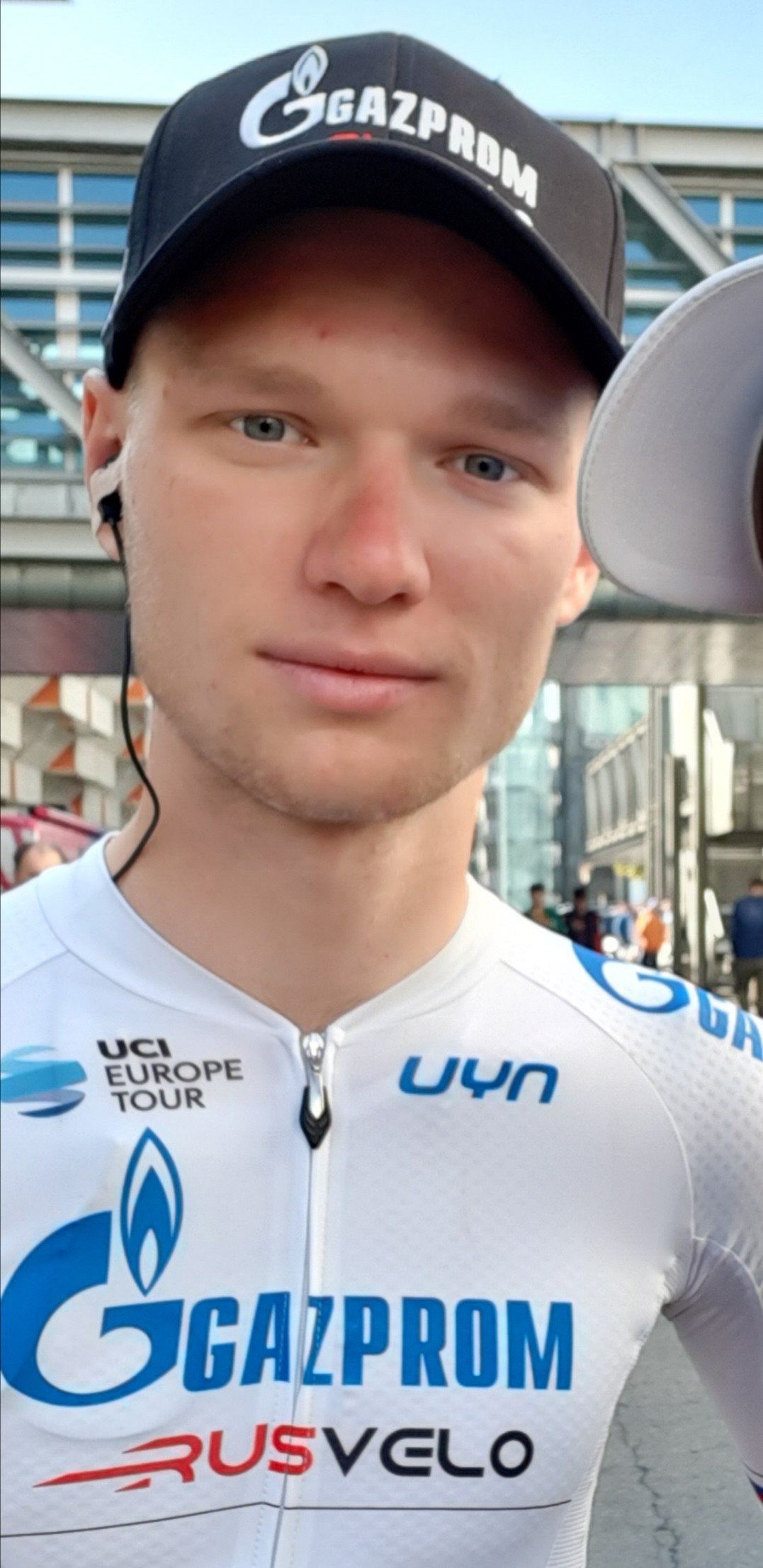
Alexander Vlasov sous le maillot Gazprom-RusVelo (2019).

Alors membre de la formation Gazprom-RusVelo, il se révèle aux suiveurs lors du Tour d'Andalousie au même titre que le Colombien Sergio Higuita. Vlasov termine ce Tour d'Andalousie à la huitième place à 1 minute 43 seconde du vainqueur Jakob Fuglsang. Il se classe par la suite huitième du classement général de la Semaine internationale Coppi et Bartali, quatrième du Tour de Sicile, dixième du Tour des Alpes. 
Malgré ses bons résultats de début de saison, il continue sa progression en se classant à la troisième place du Tour des Asturies et du Tour de Slovénie. Il remporte en suite le championnat de Russie sur route après s'être classé septième de la course contre la montre. Fort de son premier titre national chez les professionnels, il s'aligne au départ du Tour d'Autriche qu'il termine cinquième à l'issue de sa victoire dans la sixième étape. Sa saison 2019 s'achève par une belle deuxième place au classement final du Tour d'Almaty.

### Carrière chez Astana (2020-2021)
Ses bons résultats lui permettent d'intégrer le World Tour au sein de l'équipe Astana d'Alexandre Vinokourov dès la saison suivante. Cette saison 2020 lui permet de se révéler au grand public dans les grandes classiques comme sur les grandes courses à étapes. Au début de l'année (avant le confinement faisant suite à la pandémie de coronavirus), il se classe deuxième du classement général du Tour de la Provence et remporte la deuxième étape de l'épreuve à La Ciotat. Dès la reprise de la saison (après le confinement), il accroche la troisième place du classement général de la Route d'Occitanie derrière Egan Bernal et son compatriote Pavel Sivakov. En août 2020, il remporte la deuxième édition du Mont Ventoux Dénivelé Challenges devant Richie Porte et Guillaume Martin. Par la suite, il s'illustre sur les classiques italiennes. Il se classe quatrième du Tour du Piémont  avant de monter sur la troisième marche du podium lors du Tour de Lombardie derrière son équipier Jakob Fuglsang et le Néo-Zélandais George Bennett. Quelques jours plus tard, il inscrit son nom au palmarès du Tour d'Émilie. Il termine ensuite cinquième du classement général de Tirreno-Adriatico avant de s'aligner au départ de son premier grand tour : le Tour d'Italie, au service de son leader Jakob Fuglsang. Souffrant de maux d'estomac, il se voit contraint de se retirer dès la deuxième étape et jette finalement son dévolu sur le Tour d'Espagne. Après des premiers jours compliqués, il se montre l'égal des meilleurs grimpeurs en terminant notamment deuxième au sommet de l'Angliru, seulement battu par le Britannique Hugh Carthy et devançant Enric Mas, Richard Carapaz, Daniel Martin ou encore Primož Roglič. Neuvième du Tour d'Espagne au matin de l'avant dernière étape, il rétrograde, à l'issue de l'étape, à la onzième place du classement à seulement deux secondes du dixième Alejandro Valverde.
Au début de l'année 2021, il annonce que son objectif premier est le Tour d'Italie. Pour s'y préparer, il s'aligne au départ du Tour de la Provence qu'il termine à la dixième place, puis sur la Faun-Ardèche Classic, où il prend la sixième place. En mars, il prend le départ de son tout premier Paris-Nice, où il termine meilleur jeune et deuxième du classement général à 19 secondes du vainqueur Maximilian Schachmann. Il s'agit de son premier podium sur le général d'une course World Tour. Toujours dans le cadre de sa préparation pour le Tour d'Italie, Vlasov se classe troisième du classement général du Tour des Alpes derrière Simon Yates et Pello Bilbao. Il se présente ensuite au départ du Tour d'Italie. Après trois semaines assez inégales il échoue à la quatrième place du classement général remporté par Egan Bernal. En juin, il remporte l'épreuve contre la montre du championnat de Russie devant Artem Ovechkin, triple tenant du titre. Il participe ensuite aux Jeux olympiques de Tokyo (20e du contre-la-montre et 59e de la course en ligne), puis au Tour d'Espagne, où il est non partant la veille de l'arrivée alors qu'il occupe la 34e place du général. En fin de saison, il est en retrait sur les classiques italiennes.

### Bora-Hansgrohe (depuis 2022)

#### 2022: succès sur le Tour de Romandie

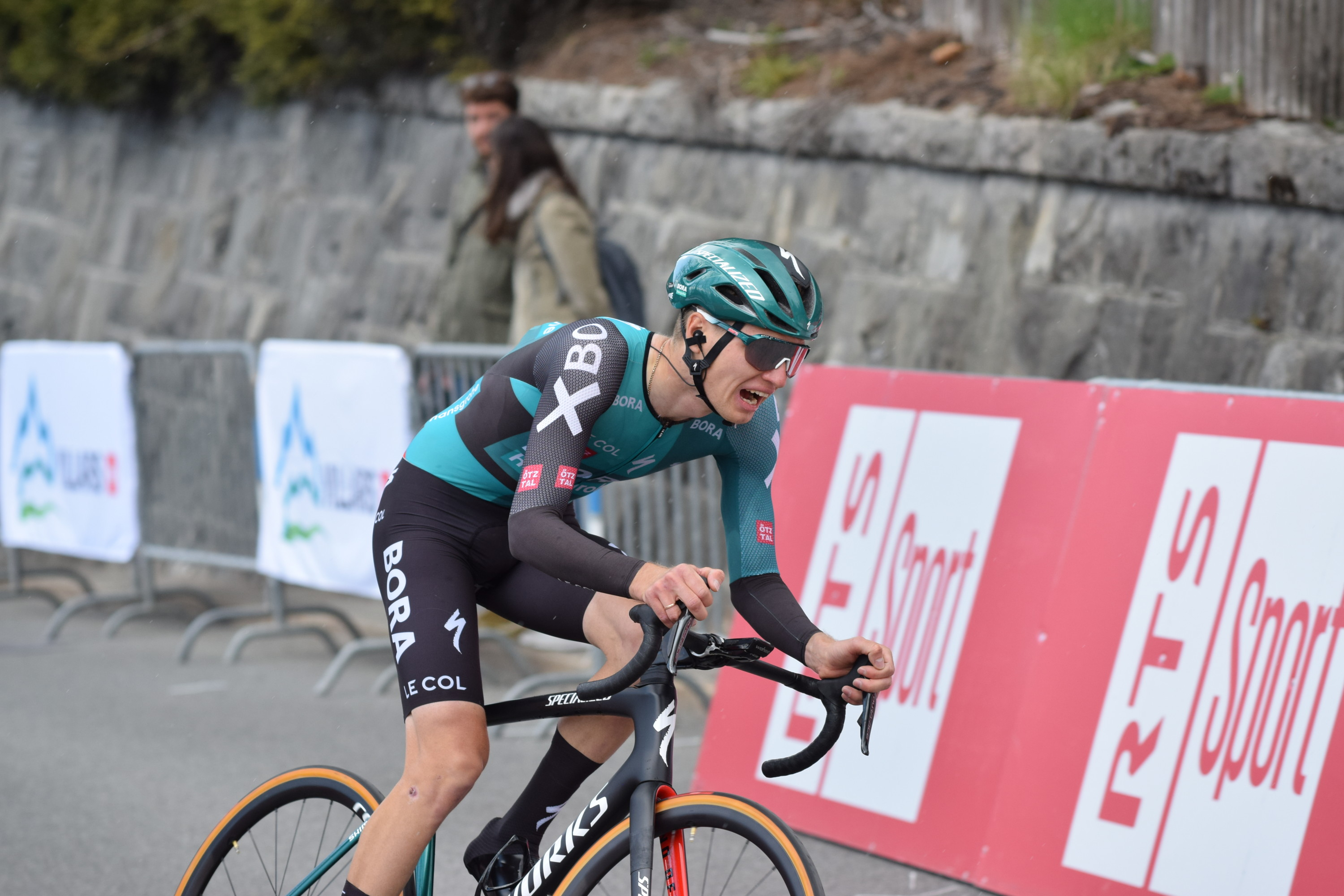
Vlasov lors du Tour de Romandie 2022 qu'il remporte.

En août 2021, l'équipe allemande Bora-Hansgrohe annonce son recrutement pour les saisons de 2022 à 2024 incluse. Vlasov annonce alors se focaliser sur les grands tours. 
Le 21 janvier, il fait ses débuts en terminant troisième du Trofeo Pollença-Port d'Andratx. Après avoir terminé deuxième derrière Remco Evenepoel lors de la  1re étape du Tour de la Communauté valencienne, il remporte en solitaire la 3e étape et s'empare du maillot de leader du classement général qu'il conserve jusqu'au terme de l'épreuve. En février, il se clase quatrième du Tour des Émirats arabes unis, après avoir perdu sa place sur le podium lors du dernier jour au sommet du Jebel Hafeet. Il enchaine ensuite avec un bon Paris-Nice, où il occupe la septième place au départ de la dernière étape. Néanmoins, il est victime chute et doit abandonner en raison de contusions et d'écorchures. Bien remis de ses blessures, il réalise le meilleur mois d'avril de sa carrière. Lors du Grand Prix Miguel Indurain, il pense avoir gagné au sprint et lève les bras, mais termine finalement deuxième derrière Warren Barguil. Il manque de peu la victoire sur le Tour du Pays basque, où il termine troisième du général à 16 secondes du vainqueur Daniel Martínez. Le 20 avril, il se classe troisième de la Flèche wallonne, au sommet du Mur de Huy et signe son premier podium sur une classique du World Tour. Le 1er mai, il remporte sa première course par étapes en World Tour : le Tour de Romandie, grâce à son succès dans le contre-la-montre final, une ascension de 15,8 km dans les préalpes vaudoises. 
En juin, Vlasov remporte la cinquième étape du Tour de Suisse et prend la tête de l'épreuve. Il est cependant non-partant le lendemain à la suite d'un test positif au SARS-CoV-2. 
Pour sa première participation au Tour de France, il vise un top 5 au classement général et est le leader unique de sa formation. Lors du prologue d'ouverture à Copenhague, finit à 31 secondes du vainqueur Yves Lampaert, mais à 27 secondes de Pogacar, le 1er spécialiste des courses par étapes. Il perd 9 secondes sur Adam Yates , 7 sur Thomas , les deux leaders d'INEOS, mais gagne environ 20 secondes sur les leaders moins à l'aise sur l'exercice chronométré, comme Mas, Quintana, Gaudu, Bardet . Lors de la 4e étape à Calais, il ne se montre pas particulièrement mais n'avait pas été décroché par les autres leaders jouant le top 5. Il parvient à finir avec les principaux favoris lors de l'étape des pavés. A Longwy, il chute mais parvient à ne perdre que 5 secondes sur Pogacar, Gaudu, Quintana, Vingegaard, Roglic, Bardet, Mas, Yates, et finit avec Thomas et Uran. Sur l'étape de la Planche des Belles Filles, en revanche, il finit 26e à 1'39" de Pogacar, se retrouvant donc 12e à 2'41" au général, surement pas complètement remis de sa chute de la veille. A chatel, il perd 20s sur ses principaux adversaires pour le top 5.Lors de l'étape du Granon, il finit 8e des favoris à 4'40" de Vingegaard.  vainqueur ce jour-là. A l'Alpe d'Huez, il finit 9e des favoris, à environ 3 minutes du trio Vingegaard Pogacar, Thomas. Il finit 7e des favoris sur l'étape de la Croix Neuve, à 26 secondes de Vingegaard et Pogacar. Il est à ce stade 11e du général à 10 minutes de vingegaard. Avec ce constat, il décide de prendre une échappée lors de la 16e étape entre Carcassonne et Foix, mais ne finit que 6e à 1'40" de Hugo Houle, originellement un rouleur,  finit devant des bons grimpeurs comme Madouas, Woods, mais un coureur de la stature de Vlasov, ayant gagné le Tour de Romandie en mai dernier aurait dû s'imposer face à ses noms. Il se replace tout de même 8e du général à 6 minutes de Vingegaard. A Peyragudes, il signe sa meilleure performance et finit 6e des favoris, dans le même temps que Quintana et Meintjes, et ne perd que 5 secondes sur Gaudu. Il est à 34 secondes de 6e place de Bardet, et un peu plus de 2 minutes de la 4e de Quintana. A Hautacam, il finit 5e des favoris à 4'04" de vingegaard, inflige 5 secondes à Meintjes, et plus d'une minute à Quintana, et 2 minutes à un Bardet mal préparé à cause de sa maladie. Il est maintenant 7e du général, à une quarantaine de seconde de la 5e place de quintana, alors qu'il est plus à l'aise que lui et meintjes sur l'exercice du contre la montre, dernière étape décisive pour le général. Il finit à 2'45" de Van Aert, mais inflige 1'30" à quintana et 3' à Meintjes, réputé particulièrement médiocre sur l'exercice. Il passe donc 5e du général et conservera cette place lors de l'étape finale des Champs Elysées.

#### 2023-2024: de nombreux tops 10
Vlasov commence la saison 2023 avec une cinquième place sur le Tour de la Communauté valencienne. Après une neuvième place lors de Tirreno-Adriatico, il prend part au Tour d'Italie. Alors qu'il occupe la septième place, il abandonne la course lors de la 10e étape pour cause de maladie. Fin juillet, pour son retour à la compétition, il monte sur le podium de la Classique de Saint-Sébastien après avoir fait partie du trio tête avec le futur vainqueur Remco Evenepoel et Pello Bilbao. En préparation du Tour d'Espagne, il est ensuite deuxième du Tour de Burgos derrière Primož Roglič. En fin d'année, il se classe à la septième place du Tour d'Espagne et à la quatrième place du Tour de Lombardie, sprintant pour la deuxième place derrière Tadej Pogačar.
Au début de la saison 2024, il voit l'arrivée dans l'équipe de deux autres leaders de classement généraux, à savoir Primož Roglič et Daniel Martínez. Vlasov réalise de bonnes performances au Challenge de Majorque avec trois podiums en trois courses, avant de terminer troisième au classement général du Tour de la Communauté valencienne. Lors de Paris-Nice,  après plus d'un an sans victoire, il remporte l'étape au sommet de la Madone d'Utelle et termine cinquième du classement général final. Fin mars, il prend la quatrième place du Tour de Catalogne. Lors du Tour de Romandie, il termine deuxième au classement général, à seulement sept secondes de Carlos Rodríguez. En juin 2024, il est autorisé par le CIO à concourir sous drapeau neutre aux Jeux olympiques de Paris.  Quelques jours plus tard, il annonce qu'il ne participera pas : le profil du parcours ne lui convient pas et son calendrier est déjà complet. Après avoir pris la sixième place du Critérium du Dauphiné en tant qu'équipier de Roglič, il est au départ du Tour de France. Alors onzième du général, il chute lors de la 9e étape et doit quitter le Tour avec une cheville cassée. Il fait son retour à temps pour le Tour d'Espagne et est un atout important pour Roglič en montagne lors de sa victoire au classement général. Lors de la 15e étape, Vlasov  fait partie d'un groupe d'échappée et termine deuxième derrière Pablo Castrillo, manquant de peu sa première victoire d'étape sur un grand tour.

## Palmarès

### Palmarès amateur
| - 2013 - Grand Prix Général Patton : - Classement général - 2e étape - 2015 - 3e de la Coppa della Pace - 2016 - Trofeo San Serafino - 2e de Cirié-Pian della Mussa - 3e du Trofeo Viguzzolo - 2017 - Gran Premio Ciclistico Arcade - Tour d'Émilie amateurs - 2e de la Coppa Cicogna - 2e de la Cronoscalata Gardone Val Trompia-Prati di Caregno - 3e du Trophée Mario Zanchi - 3e du Trophée Almar - 3e du Trofeo Tosco-Umbro | - 2018 - Champion de Russie sur route espoirs - 2e étape de la Toscane-Terre de cyclisme - Classement général du Tour d'Italie espoirs - 2e de la Toscane-Terre de cyclisme - 3e du championnat de Russie du contre-la-montre espoirs |

### Palmarès professionnel
| - 2018 - 3e du Sibiu Cycling Tour - 2019 - Champion de Russie sur route - 6e étape du Tour d'Autriche - 2e du Tour d'Almaty - 3e du Tour des Asturies - 3e du Tour de Slovénie - 2020 - 2e étape du Tour de la Provence - Mont Ventoux Dénivelé Challenges - Tour d'Émilie - 2e du Tour de la Provence - 3e de la Route d'Occitanie - 3e du Tour de Lombardie - 5e de Tirreno-Adriatico - 2021 - Champion de Russie du contre-la-montre - 2e de Paris-Nice - 3e du Tour des Alpes - 4e du Tour d'Italie - 2022 - Tour de la Communauté valencienne : - Classement général - 3e étape - Tour de Romandie : - Classement général - 5e étape (contre-la-montre) - 5e étape du Tour de Suisse - 2e du Grand Prix Miguel Indurain - 3e du Trofeo Pollença-Port d'Andratx - 3e du Tour du Pays basque - 3e de la Flèche wallonne - 4e du Tour des Émirats arabes unis - 5e du Tour de France | - 2023 - 2e du Tour de Burgos - 3e de la Classique de Saint-Sébastien - 3e des Trois vallées varésines - 4e du Tour de Lombardie - 7e du Tour d'Espagne - 9e de Tirreno-Adriatico - 2024 - 7e étape de Paris-Nice - 2e du Trofeo Calvià - 2e du Trofeo Serra de Tramuntana - 2e du Tour de Romandie - 3e du Trofeo Port d'Andratx-Port de Pollença - 3e du Tour de la Communauté valencienne - 4e du Tour de Catalogne - 5e de Paris-Nice - 6e du Critérium du Dauphiné |

## Résultats sur les grands tours

### Tour de France
3 participations
- 2022 : 5e
- 2024 : non partant (10e étape)
- 2025 : 27e

### Tour d'Italie
3 participations
- 2020 : abandon (2e étape)
- 2021 : 4e
- 2023 : abandon (10e étape)

### Tour d'Espagne
4 participations
- 2020 : 11e
- 2021 : non-partant (20e étape)
- 2023 : 7e
- 2024 : 18e

## Classements mondiaux
| Année                                 | 2015 | 2016  | 2017  | 2018 | 2019 | 2020 | 2021 | 2022 | 2023 | 2024 |
| ------------------------------------- | ---- | ----- | ----- | ---- | ---- | ---- | ---- | ---- | ---- | ---- |
| Classement mondial                    |      | 2065e | 1779e | 366e | 108e | 12e  | 35e  | 5e   | 26e  | 26e  |
| UCI Europe Tour                       | 628e | 1367e | 1126e | 206e | 89e  | 10e  | 31e  | 5e   | 23e  | 21e  |
|                                       |      |       |       |      |      |      |      |      |      |      |
| Légende : nc = non classéSource : UCI |      |       |       |      |      |      |      |      |      |      |